# 강욱순
강욱순(1966년 6월 2일~)은 대한민국의 골프 선수이다. 1989년에 프로로 전향하여 아시안 투어에서 7회 우승했다.